# Ананда
Ананда је био верни Будин пратилац последњих двадесет пет година његова живота и један од најистакнутијих ученика.
Захваљујући Ананди, речи Будиних беседа сачуване су са приличном тачношћу. Израз „овако сам чуо“ (пали: Evaṃ me sutaṃ) која стоји на почетку многих Будиних говора забележених у Пали канону, се приписује Ананди.
Његово име би се могло превести као „Радован“, прозван тако јер је донео радост својим сродницима.

## Биографија

### Приступање заједници
Као припадник клана Сакја и најближи Будин нећак, Ананда је приступио будистичком реду (сангхи) друге године након што је Буда почео да проповеда своје учење. Од самог почетка, Ананда је био блиско повезан са Будом; током последњих двадесет пет година његовог живота лично га је дворио. Ананда се сагласио да обавља ту функцију под условом да од тог положаја нема никакве личне користи или предности, тако да нико не би могао да приговори његовим побудама - његово дворење било је искључиво израз личне привржености. Ананда је осујетио Девадатину заверу, коју је овај сковао с намером да усмрти Буду. Ананда је такође био изузетно близак пријатељ Сарипуте, Будиног главног ученика. Буда му је поверавао и задатак подучавања, и назначивши главне црте, препуштао би Ананди да слушаоцима одржи читаво излагање, након чега је често хвалио његов дар запажања и проницљивост.

### Пријем жена у заједницу
Ананда се нарочито залагао за равноправност жена. Будина маћеха, Пађапати Готами, предочила му је захтев да се женама допусти приступање Реду, што је Буда испрва одбио. Када је Ананда видео да се жена расплакала због таквог одговора, замолио је Буду у име жена да буду примљене. Пошто је Буда поновио своје одбијање, Ананда га је упитао да ли су жене кадре да постигну циљ будистичког пута. Буда му је одговорио да јесу, на шта је Ананда поновио своју молбу да им се допусти приступање реду, под посебним условима. Буда је тада пристао, али уз предвиђање да ће уз примање жена будистички ред постојати упола краће него што би то иначе био случај.

### Први будистички сабор
Ананда је био уз Буду у тренутку његовог преминућа.
После Будине смрти, његов је наследник постао Махакашјапа, a не верни ученик и секретар Ананда који, обзиром да је двадесет година био у директној служби Пробуђеног, никада није имао слободног времена да усаврши медитацију да би постао архат. Када је Махакашјапа позвао архате на Сабор монаха у Рађагахи, Ананда није у то био укључен. Неколико месеци после Будине смрти, на првом будистичком сабору окупили су се најистакнутији ученици да би по сећању рецитовали учитељеве говоре којима су присуствовали и тако одредили шта се сматра аутентичним учењем.
Ананда се појавио на Сабору, рецитујући изреке (сутре) док је други ученик, Упали, долазећим генерацијама пренео правила дисциплине (винаја) која је научио од Буде. Као неко ко је по природи свог положаја био непрекидно уз Буду, Ананда је дао највећи допринос овом консолидовању Канона, а посебно Сута питаке, захваљујући својој невероватној моћи памћења. Рецитујући неки говор, као потврду да му је лично присуствовао и тако свом казивању дао печат аутентичности, започињао га је управо речима: „Овако сам чуо”. Од тада до данас ова реченица у пали канону јесте симбол и најава истинског Будиног учења.
На истом сабору, Ананду су оптужили да је пропустио да од Буде дозна које мање битне прописе монаси по потреби могу да опозову (Д.II, 154), да Буди није упутио захтев да живи још једну калпу (Д. II, 115) и да је беспотребно наговарао Буду да допусти женама приступ у ред (Вин. II, 253). Он им је одговорио да те поступке не сматра грешкама, али ће их као такве признати из поштовања према својој сабраћи монасима.

### Смрт
Сматра се да Ананда за време Будиног живота није достигао циљ арахантства, већ тек након Будине смрти. Ананда је своје последње године провео у проповедању, подучавању, бодрењу и предвођењу млађих монаха.
Анандина смрт се не помиње у Пали канону, али кинески ходочасник Фа Хсиен бележи предање да је Ананда издахнуо на међуречју између поседа Ађатасатуа, краља Магадхе, и поглавара Весалија, па су две стране поделиле његов пепео и подигле четије за похрањивање његових посмртних остатака.